# Chondracanthus shiinoi
Chondracanthus shiinoi – gatunek widłonoga z rodziny Chondracanthidae. Nazwa naukowa tego gatunku skorupiaków została opublikowana w 1963 roku przez japońskiego zoologa-parazytologa Satyu Yamaguti.